# 刘晓峰 (足球运动员)
刘晓峰（1985年1月19日—），中国足球运动员，司职中场。

## 职业生涯
2000年刘晓峰在中超球队大连实德开始职业足球生涯，青少年时曾入选过不同时期的国家少年队，国家青年队。在大连实德足球俱乐部效力期间里他先后被实德队租借到中甲球队足球俱乐部|大连长波]和广州医药。2005年曾代表辽宁全运队参加第10届全国运动会比赛，并担任辽宁足球队队长。后由于膝伤被实德俱乐部挂牌，2008年中国足球甲级联赛，刘晓峰转会到中甲球队烟台毅腾。在2009年的二次转会中，他加盟中超球队长沙金德，赛季结束后，他由于伤病，最终选择退役。